# Vörös Ferenc (festő)
Vörös Ferenc (Sárvár, 1931. január 12. – Szombathely, 2019. március 12.) festőművész, grafikus, tanár.

## Élete
Az alapfokú (elemi, polgári) iskoláit 1946-ban fejezte be. Szombathelyen a Közgazdasági Szakközépiskolában érettségizett 1950-ben. Pécsett a Tanárképző Főiskolán 1954-ben rajz-történelem szakon szerzett tanári diplomát. Mesterei Budai Lajos György, Kokas Ignácné, Soltra Elemér, Kelle Sándor és Lantos Ferenc voltak.
Pályáját 1955-ben Sárváron kezdte, 1975-ben került Szombathelyre a Kanizsai Dorottya Gimnáziumba. Nyugdíjba vonulásáig (1995) itt dolgozott, de azt követően még húsz éven át, három középiskolában, óraadó tanárként dolgozott.
Félszáznál is több rajztanár, képzőművész, építészmérnök, dekoratőr tartja Őt elindító mesterének. Van azonban tanítványai sorában kiváló festőművész, fotóművész, művészettörténész, restaurátor is, mint Büki Barbara, Czebula Anna, Ferencz Eszter, Kondor János, Mészáros László, Simon János, Stekovics Gáspár, Stekovics János, Torjai Valter és még sokan mások.
Fő erőssége volt az akvarell. Képein figurális kompozíciók, karakteres portrék, hangulatos tájképek és úti élmények jelennek meg. Koloritja a posztimpresszionistákéra emlékeztet. Anyagszerűen megjelenített csendéletei, anatómiai hűséggel ábrázolt aktjai szerves részét képezik életművének. Az elmúlt évtizedben mindinkább a grafikai alkotásai foglalták le napjait.
A következő művésztelepeken vett részt: Keszthely, Tokaj, Balatonkenese, Budapest, Központi Pedagógus Továbbképző Intézet.
Mint grafikus közel 100 könyvet - tankönyvet, verseskötetet és novelláskötetet - illusztrált. Országos és megyei lapokban, szaklapokban megjelent munkái meghaladják a 4000-et.
Alkotásai eljutottak az Amerikai Egyesült Államokba, Ausztriába, Ausztráliába, Hollandiába, Németországba.
1991-től öt grafikája a Thyssen–Bornemisza-gyűjtemény tulajdonát képezi.
Közintézményekben található alkotásai: Országos Pedagógiai Intézet; Önkormányzat Sárvár. A következő szombathelyi iskolák névadóinak portréi: Bercsényi Miklós, Eötvös József, Herman Ottó, Kanizsai Dorottya, Puskás Tivadar, Reguly Antal, Zrínyi Ilona.

## Kitüntetései
- 1972: Szocialista Kultúráért;
- 1988: Kiemelkedő munkáért kitüntetés;
- 1993: Pedagógus Szolgálati Emlékérem arany fokozata;
- 1996: Kiemelkedő Kulturális Munkáért díj;
- 1997.,1998: Karácsonyi Tárlatok közönségdíja;
- 1998: Észak-Dunántúli Képzőművészeti Tárlat díja;
- 2001: „SZÁZAK” Elismerő Oklevél;
- 2003: Honvédelmi Minisztérium emlékplakettje elismerés;
- 2008: Dr. Kiss Gyula Kulturális Egyesület Közösségi Kultúráért elismerés;
- 2008: Balaton Szalon nemzetközi biennálé elismerő oklevél;
- 2009: Kláris Nívódíj;
- 2011: V. M. Közgyűlés elnökének emlékplakettje elismerés;
- 2011: TIT aranykoszorús jelvénye elismerés

## Önálló kiállításai
- 1972: Sárvár, Nádasdy-vár;
- 1982: Szombathely, Berzsenyi Dániel Szakközépiskola;
- 1983-2000: (évente) Szombathely, TIT Vas Megyei Egyesülete;
- 1984: Szombathely, Hevesi Ákos Szakközépiskola;
- 1988: Körmend, Színházterem;
- 1988: Tokaj, Galéria;
- 1989: Szombathely, Berzsenyi Dániel Tanárképző Főiskola;
- 1990: Szombathely, Oladi Művelődési Központ;
- 1990: Bajánsenye - Őrségi Napok;
- 1990: Celldömölk, Ádám Jenő Zeneiskola;
- 1991: Knittelfeld, Ausztria;
- 1992: Oberschützen, Ausztria;
- 1995: Szombathely, Herman Ottó Szakközépiskola;
- 1996: Kisrákos - Őrségi Napok;
- 1996: Őriszentpéter, Millecentenárium;
- 1996: Rábahidvég, Bertha György Művelődési Ház;
- 1997: Szombathely, Savaria Tourist Galéria;
- 1997: Körmend, Kiállítóterem;
- 1998: Balatonfüred, ART-EAST Galéria;
- 1998: Sárvár, Sylvester János Könyvtár;
- 1999. Szombathely, Helyőrségi Klub;
- 1999: Szombathely, Zarkaházi Szily Kastély;
- 1999: Szombathely, Puskás Tivadar Szakképző Iskola;
- 2000: Veszprém, Vetési Albert Gimnázium;
- 2000: Szombathely, Élelmiszeripari és Földmérési Szakképző Iskola;
- 2001, 2004, 2006, 2014: Szombathely, Herman Ottó Szakképző Iskola;
- 2001. Celldömölk, Ádám Jenő Zeneiskola;
- 2002, Sárvár, Sylvester János Könyvtár;
- 2002. Szombathely, Szent-Györgyi Albert Szakképző Iskola;
- 2003: Körmend, Kiállítóterem;
- 2003, 2017: Szombathely, Kanizsai Dorottya Gimnázium;
- 2004: Táplánszentkereszt;
- 2004: Szombathely, Puskás Galéria;
- 2005: Szombathely, Oladi Művelődési Központ;
- 2006: Szombathely, Herman Ottó Szakképző Iskola;
- 2006: Szombathely, Vas Megyei Pedagógiai Intézet;
- 2006: Sárvár, Sylvester János Könyvtár;
- 2007: Körmend, Kölcsey Gimnázium;
- 2007: Szombathely, Herman Ottó Szakképző Iskola;
- 2009: Sárvár, Nádasdy-vár Művelődési Központ és Könyvtár;
- 2009: Szombathely, OMK Savaria Ifjúsági Centrum;
- 2010: Szombathely, Bartók Béla Zeneiskola;
- 2010: Szombathely, Reményik Sándor Evangélikus Általános Iskola;
- 2011: TIT Szombathely;
- 2012: Sárvári Művelődési Központ;
- 2013: Dr. Csepregi Horváth János Általános Iskola, Csepreg;
- 2014: Oladi ÁMK Galéria, Szombathely;
- 2015: Képtár, Szombathely;
- 2018: Pungor Ernő Művelődési Ház és Könyvtár, Vasszécseny
- 2021: Képtár, Szombathely; (Emlékkiállítás, Könyvbemutató)
- 2022: Nádasdy Kulturális Központ Könyvtár, Sárvár (Emlékkiállítás, Könyvbemutató)
- 2022: Berzsenyi Dániel Könyvtár, Szombathely (Emlékkiállítás)

## Csoportos kiállításai

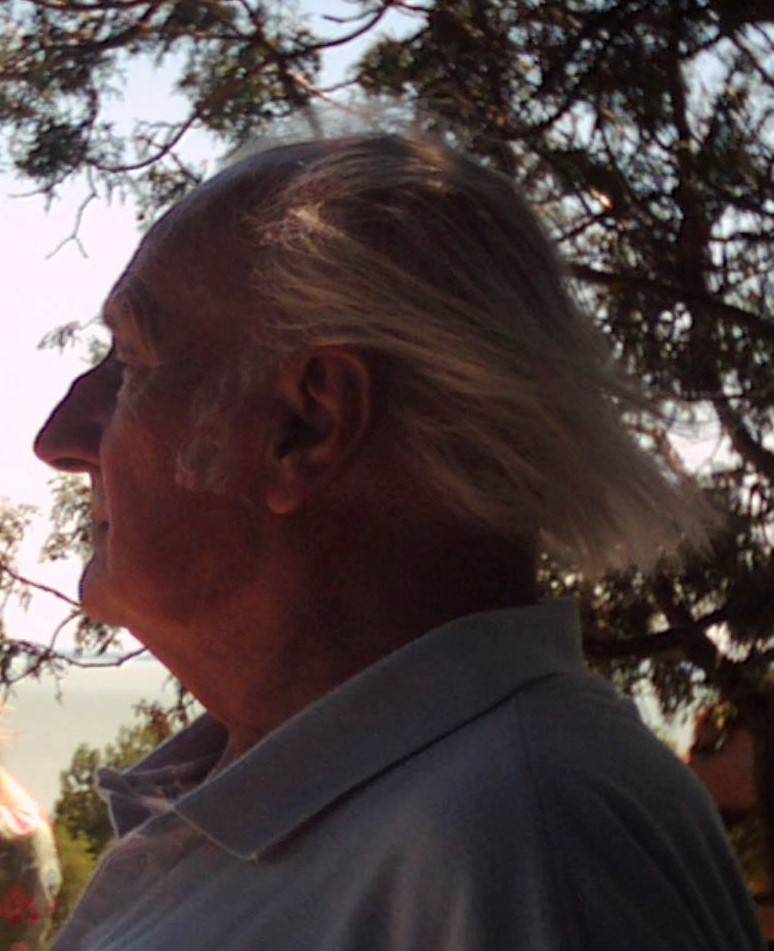
Vörös Ferenc festőművész a balatoni tájban (fotó: Vörösné Budai Mária)

- 1958: Budapest, Műcsarnok (országos tárlat);
- 1961-1994. (évente) Szombathely Tavaszi Tárlatok;
- 1962: Budapest, Rózsa Ferenc Kultúrotthon;
- 1972: Sárvár, Nádasdy Múzeum;
- 1986: Pécs, Pedagógus Művészek Országos Kiállítása;
- 1989: Szeged, Pedagógus Művészek Országos Kiállítása;
- 1990: Budapest, Fáklya Klub;
- 1991: Vásárosnamény, Köznevelés Galériája;
- 1993: Oberschützen, Ausztria;
- 1993-2002. (évente) Szombathely, Művelődési és Sportház - Karácsonyi Tárlatok;
- 1997. Szombathely, Képtár;
- 1998: Győr, Arany Galéria, Pedagógus Művészek Észak-Dunántúli Tárlata;
- 1999: Unterwart, Ausztria - Burgenlandi Magyar Kultúra Hete;
- 2001. Sárvár, Sylvester János Könyvtár;
- 2001. Körmend, Kiállítóterem - Szudáni Nap;
- 2003: Szigethy Gyűjtemény kiállítóterme;
- 2004: Körmend Egészségügyi és Szociális Intézet;
- 2004: Szombathely, Burgenlandi Felnőttképző Intézet;
- 2004: Szombathely, Képtár;
- 2004: Tours, Franciaország;
- 2005-2006: Szombathely, Művelődési és Sportház;
- 2008: Vonyarcvashegy, Művelődési Ház és Könyvtár;
- 2009: Szombathely, Képtár;
- 2011: Szombathely, Weöres Sándor Színház;
- 2015: Szombathely, Képtár; 2017: Ida Lakberendező Stúdió és Galéria;
- 2018. Sárvár, Nádasdy Múzeum.